# Petkovac (Bośnia i Hercegowina)
Petkovac (cyr. Петковац) – wieś w Bośni i Hercegowinie, w Republice Serbskiej, w gminie Novi Grad. W 2013 roku liczyła 205 mieszkańców.